# Miami Open
Miami Open är en tennisturnering för både herrar och damer som spelas årligen i Key Biscayne, Florida, sedan 1985. Turneringens har tidigare gått under det kommersiella namnet Sony Ericsson Open. Den är en del av Masters 1000 på ATP-touren och WTA 1000 på WTA-touren. Den spelas på hardcourt i Tennis Center at Crandon Park varje år i mars.

## Resultat

### Herrsingel
| År   | Mästare                                   | Finalist                                  | Resultat                                  | Namn                                      |
| ---- | ----------------------------------------- | ----------------------------------------- | ----------------------------------------- | ----------------------------------------- |
| 1985 | Tim Mayotte                               | Scott Davis                               | 4–6, 4–6, 6–3, 6–2, 6–4                   | Lipton International Players Championship |
| 1986 | Ivan Lendl                                | Mats Wilander                             | 3–6, 6–1, 7–6(7–5), 6–4                   | Lipton International Players Championship |
| 1987 | Miloslav Mečíř                            | Ivan Lendl                                | 7–5, 6–2, 7–5                             | Lipton International Players Championship |
| 1988 | Mats Wilander                             | Jimmy Connors                             | 6–4, 4–6, 6–4, 6–4                        | Lipton International Players Championship |
| 1989 | Ivan Lendl (2)                            | Thomas Muster                             | (walkover)                                | Lipton International Players Championship |
| 1990 | Andre Agassi                              | Stefan Edberg                             | 6–1, 6–4, 0–6, 6–2                        | Lipton International Players Championship |
| 1991 | Jim Courier                               | David Wheaton                             | 4–6, 6–3, 6–4                             | Lipton International Players Championship |
| 1992 | Michael Chang                             | Alberto Mancini                           | 7–5, 7–5                                  | Lipton International Players Championship |
| 1993 | Pete Sampras                              | MaliVai Washington                        | 6–3, 6–2                                  | Lipton Championship                       |
| 1994 | Pete Sampras (2)                          | Andre Agassi                              | 5–7, 6–3, 6–3                             | Lipton Championship                       |
| 1995 | Andre Agassi (2)                          | Pete Sampras                              | 3–6, 6–2, 7–6(7–3)                        | Lipton Championship                       |
| 1996 | Andre Agassi (3)                          | Goran Ivanišević                          | 3–0, uppgivet                             | Lipton Championship                       |
| 1997 | Thomas Muster                             | Sergi Bruguera                            | 7–6(8–6), 6–3, 6–1                        | Lipton Championship                       |
| 1998 | Marcelo Ríos                              | Andre Agassi                              | 7–5, 6–3, 6–4                             | Lipton Championship                       |
| 1999 | Richard Krajicek                          | Sébastien Grosjean                        | 4–6, 6–1, 6–2, 7–5                        | Lipton Championship                       |
| 2000 | Pete Sampras (3)                          | Gustavo Kuerten                           | 6–1, 6–7(2–7), 7–6(7–5), 7–6(10–8)        | Ericsson Open                             |
| 2001 | Andre Agassi (4)                          | Jan-Michael Gambill                       | 7–6(7–4), 6–1, 6–0                        | Ericsson Open                             |
| 2002 | Andre Agassi (5)                          | Roger Federer                             | 6–3, 6–3, 3–6, 6–4                        | NASDAQ-100 Open                           |
| 2003 | Andre Agassi (6)                          | Carlos Moyá                               | 6–3, 6–3                                  | NASDAQ-100 Open                           |
| 2004 | Andy Roddick                              | Guillermo Coria                           | 6–7(2–7), 6–3, 6–1, uppgivet              | NASDAQ-100 Open                           |
| 2005 | Roger Federer                             | Rafael Nadal                              | 2–6, 6–7(4–7), 7–6(7–5), 6–3, 6–1         | NASDAQ-100 Open                           |
| 2006 | Roger Federer (2)                         | Ivan Ljubičić                             | 7–6(7–5), 7–6(7–4), 7–6(8–6)              | NASDAQ-100 Open                           |
| 2007 | Novak Djokovic                            | Guillermo Cañas                           | 6–3, 6–2, 6–4                             | Sony Ericsson Open                        |
| 2008 | Nikolay Davydenko                         | Rafael Nadal                              | 6–4, 6–2                                  | Sony Ericsson Open                        |
| 2009 | Andy Murray                               | Novak Djokovic                            | 6–2, 7–5                                  | Sony Ericsson Open                        |
| 2010 | Andy Roddick (2)                          | Tomáš Berdych                             | 7–5, 6–4                                  | Sony Ericsson Open                        |
| 2011 | Novak Djokovic (2)                        | Rafael Nadal                              | 4–6, 6–3, 7–6(7–4)                        | Sony Ericsson Open                        |
| 2012 | Novak Djokovic (3)                        | Andy Murray                               | 6–1, 7–6(7–4)                             | Sony Ericsson Open                        |
| 2013 | Andy Murray (2)                           | David Ferrer                              | 2–6, 6–4, 7–6(7–1)                        | Sony Open Tennis                          |
| 2014 | Novak Djokovic (4)                        | Rafael Nadal                              | 6–3, 6–3                                  | Sony Open Tennis                          |
| 2015 | Novak Djokovic (5)                        | Andy Murray                               | 7–6(7–3), 4–6, 6–0                        | Miami Open presented by Itaú              |
| 2016 | Novak Djokovic (6)                        | Kei Nishikori                             | 6–3, 6–3                                  | Miami Open presented by Itaú              |
| 2017 | Roger Federer (3)                         | Rafael Nadal                              | 6–3, 6–4                                  | Miami Open presented by Itaú              |
| 2018 | John Isner                                | Alexander Zverev                          | 6–7(4–7), 6–4, 6–4                        | Miami Open presented by Itaú              |
| 2019 | Roger Federer (4)                         | John Isner                                | 6–1, 6–4                                  | Miami Open presented by Itaú              |
| 2020 | Inställd på grund av coronaviruspandemin. | Inställd på grund av coronaviruspandemin. | Inställd på grund av coronaviruspandemin. | Miami Open presented by Itaú              |
| 2021 | Hubert Hurkacz                            | Jannik Sinner                             | 7–6(7–4), 6–4                             | Miami Open presented by Itaú              |

### Damsingel
| År                                         | Mästare                                   | Finalist                                  | Resultat                                  |
| ------------------------------------------ | ----------------------------------------- | ----------------------------------------- | ----------------------------------------- |
| Lipton International Players Championships |                                           |                                           |                                           |
| 1985                                       | Martina Navratilova                       | Chris Evert                               | 6–2, 6–4                                  |
| 1986                                       | Chris Evert                               | Steffi Graf                               | 6–4, 6–2                                  |
| 1987                                       | Steffi Graf                               | Chris Evert                               | 6–1, 6–2                                  |
| ↓ Tier I-turnering ↓                       |                                           |                                           |                                           |
| 1988                                       | Steffi Graf (2)                           | Chris Evert                               | 6–4, 6–4                                  |
| 1989                                       | Gabriela Sabatini                         | Chris Evert                               | 6–1, 4–6, 6–2                             |
| 1990                                       | Monica Seles                              | Judith Wiesner                            | 6–1, 6–2                                  |
| 1991                                       | Monica Seles (2)                          | Gabriela Sabatini                         | 6–3, 7–5                                  |
| 1992                                       | Arantxa Sánchez Vicario                   | Gabriela Sabatini                         | 6–1, 6–4                                  |
| Lipton Championships                       |                                           |                                           |                                           |
| 1993                                       | Arantxa Sánchez Vicario (2)               | Steffi Graf                               | 6–4, 3–6, 6–3                             |
| 1994                                       | Steffi Graf (3)                           | Natasha Zvereva                           | 4–6, 6–1, 6–2                             |
| 1995                                       | Steffi Graf (4)                           | Kimiko Date                               | 6–1, 6–4                                  |
| 1996                                       | Steffi Graf (5)                           | Chanda Rubin                              | 6–1, 6–3                                  |
| 1997                                       | Martina Hingis                            | Monica Seles                              | 6–2, 6–1                                  |
| 1998                                       | Venus Williams                            | Anna Kournikova                           | 2–6, 6–4, 6–1                             |
| 1999                                       | Venus Williams (2)                        | Serena Williams                           | 6–1, 4–6, 6–4                             |
| Ericsson Open                              |                                           |                                           |                                           |
| 2000                                       | Martina Hingis (2)                        | Lindsay Davenport                         | 6–3, 6–2                                  |
| 2001                                       | Venus Williams (3)                        | Jennifer Capriati                         | 4–6, 6–1, 7–6(7–4)                        |
| NASDAQ-100 Open                            |                                           |                                           |                                           |
| 2002                                       | Serena Williams                           | Jennifer Capriati                         | 7–5, 7–6(7–4)                             |
| 2003                                       | Serena Williams (2)                       | Jennifer Capriati                         | 4–6, 6–4, 6–1                             |
| 2004                                       | Serena Williams (3)                       | Elena Dementieva                          | 6–1, 6–1                                  |
| 2005                                       | Kim Clijsters                             | Marija Sjarapova                          | 6–3, 7–5                                  |
| 2006                                       | Svetlana Kuznetsova                       | Marija Sjarapova                          | 6–4, 6–3                                  |
| Sony Ericsson Open                         |                                           |                                           |                                           |
| 2007                                       | Serena Williams (4)                       | Justine Henin                             | 0–6, 7–5, 6–3                             |
| 2008                                       | Serena Williams (5)                       | Jelena Janković                           | 6–1, 5–7, 6–3                             |
| ↓ Premier-turnering ↓                      |                                           |                                           |                                           |
| 2009                                       | Victoria Azarenka                         | Serena Williams                           | 6–3, 6–1                                  |
| 2010                                       | Kim Clijsters (2)                         | Venus Williams                            | 6–2, 6–1                                  |
| 2011                                       | Victoria Azarenka (2)                     | Marija Sjarapova                          | 6–1, 6–4                                  |
| 2012                                       | Agnieszka Radwańska                       | Marija Sjarapova                          | 7–5, 6–4                                  |
| Sony Open Tennis                           |                                           |                                           |                                           |
| 2013                                       | Serena Williams (6)                       | Marija Sjarapova                          | 4–6, 6–3, 6–0                             |
| 2014                                       | Serena Williams (7)                       | Li Na                                     | 7–5, 6–1                                  |
| Miami Open presented by Itaú               |                                           |                                           |                                           |
| 2015                                       | Serena Williams (8)                       | Carla Suárez Navarro                      | 6–2, 6–0                                  |
| 2016                                       | Victoria Azarenka (3)                     | Svetlana Kuznetsova                       | 6–3, 6–2                                  |
| 2017                                       | Johanna Konta                             | Caroline Wozniacki                        | 6–4, 6–3                                  |
| 2018                                       | Sloane Stephens                           | Jeļena Ostapenko                          | 7–6(7–5), 6–1                             |
| 2019                                       | Ashleigh Barty                            | Karolína Plíšková                         | 7–6(7–1), 6–3                             |
| 2020                                       | Inställd på grund av coronaviruspandemin. | Inställd på grund av coronaviruspandemin. | Inställd på grund av coronaviruspandemin. |
| 2021                                       | Ashleigh Barty (2)                        | Bianca Andreescu                          | 6–3, 4–0, uppgivet.                       |
| 2022                                       | Iga Świątek                               | Naomi Osaka                               | 6–4, 6–0                                  |

### Herrdubbel
| År   | Mästare                                    | Finalister                                | Resultat                                  |
| ---- | ------------------------------------------ | ----------------------------------------- | ----------------------------------------- |
| 1985 | Paul Annacone Christo van Rensburg         | Sherwood Stewart Kim Warwick              | 7–5, 7–5, 6–4                             |
| 1986 | Brad Gilbert Vince Van Patten              | Stefan Edberg Anders Järryd               | (walkover)                                |
| 1987 | Paul Annacone (2) Christo van Rensburg (2) | Ken Flach Robert Seguso                   | 6–2, 6–4, 6–4                             |
| 1988 | John Fitzgerald Anders Järryd              | Ken Flach Robert Seguso                   | 7–6, 6–1, 7–5                             |
| 1989 | Jakob Hlasek Anders Järryd (2)             | Jim Grabb Patrick McEnroe                 | 6–3, uppgivet                             |
| 1990 | Rick Leach Jim Pugh                        | Boris Becker Cássio Motta                 | 6–3, 6–4                                  |
| 1991 | Wayne Ferreira Piet Norval                 | Ken Flach Robert Seguso                   | 5–7, 7–6, 6–2                             |
| 1992 | Ken Flach Todd Witsken                     | Kent Kinnear Sven Salumaa                 | 6–4, 6–3                                  |
| 1993 | Richard Krajicek Jan Siemerink             | Patrick McEnroe Jonathan Stark            | 6–7, 6–4, 7–6                             |
| 1994 | Jacco Eltingh Paul Haarhuis                | Mark Knowles Jared Palmer                 | 7–6, 7–6                                  |
| 1995 | Todd Woodbridge Mark Woodforde             | Jim Grabb Patrick McEnroe                 | 6–3, 7–6                                  |
| 1996 | Todd Woodbridge (2) Mark Woodforde (2)     | Ellis Ferreira Patrick Galbraith          | 6–1, 6–3                                  |
| 1997 | Todd Woodbridge (3) Mark Woodforde (3)     | Mark Knowles Daniel Nestor                | 7–6, 7–6                                  |
| 1998 | Ellis Ferreira Rick Leach (2)              | Alex O'Brien Jonathan Stark               | 6–2, 6–4                                  |
| 1999 | Wayne Black Sandon Stolle                  | Boris Becker Jan-Michael Gambill          | 6–1, 6–1                                  |
| 2000 | Todd Woodbridge (4) Mark Woodforde (4)     | Martin Damm Dominik Hrbatý                | 6–3, 6–4                                  |
| 2001 | Jiří Novák David Rikl                      | Jonas Björkman Todd Woodbridge            | 7–5, 7–6(7–3)                             |
| 2002 | Mark Knowles Daniel Nestor                 | Donald Johnson Jared Palmer               | 6–3, 3–6, 6–1                             |
| 2003 | Roger Federer Max Mirnyi                   | Leander Paes David Rikl                   | 7–5, 6–3                                  |
| 2004 | Wayne Black (2) Kevin Ullyett              | Jonas Björkman Todd Woodbridge            | 6–2, 7–6(14–12)                           |
| 2005 | Jonas Björkman Max Mirnyi (2)              | Wayne Black Kevin Ullyett                 | 6–1, 6–2                                  |
| 2006 | Jonas Björkman (2) Max Mirnyi (3)          | Bob Bryan Mike Bryan                      | 6–4, 6–4                                  |
| 2007 | Bob Bryan Mike Bryan                       | Martin Damm Leander Paes                  | 6–7(7–9), 6–3, [10–7]                     |
| 2008 | Bob Bryan (2) Mike Bryan (2)               | Mahesh Bhupathi Mark Knowles              | 6–2, 6–2                                  |
| 2009 | Max Mirnyi (4) Andy Ram                    | Ashley Fisher Stephen Huss                | 6–7(4–7), 6–2, [10–7]                     |
| 2010 | Lukáš Dlouhý Leander Paes                  | Mahesh Bhupathi Max Mirnyi                | 6–2, 7–5                                  |
| 2011 | Mahesh Bhupathi Leander Paes (2)           | Max Mirnyi Daniel Nestor                  | 6–7(5–7), 6–2, [10–5]                     |
| 2012 | Leander Paes (3) Radek Štěpánek            | Max Mirnyi Daniel Nestor                  | 3–6, 6–1, [10–8]                          |
| 2013 | Aisam-ul-Haq Qureshi Jean-Julien Rojer     | Mariusz Fyrstenberg Marcin Matkowski      | 6–4, 6–1                                  |
| 2014 | Bob Bryan (3) Mike Bryan (3)               | Juan Sebastián Cabal Robert Farah         | 7–6(10–8), 6–4                            |
| 2015 | Bob Bryan (4) Mike Bryan (4)               | Vasek Pospisil Jack Sock                  | 6–3, 1–6, [10–8]                          |
| 2016 | Pierre-Hugues Herbert Nicolas Mahut        | Raven Klaasen Rajeev Ram                  | 5–7, 6–1, [10–7]                          |
| 2017 | Łukasz Kubot Marcelo Melo                  | Nicholas Monroe Jack Sock                 | 7–5, 6–3                                  |
| 2018 | Bob Bryan (5) Mike Bryan (5)               | Karen Khachanov Andrej Rubljov            | 4–6, 7–6(7–5), [10–4]                     |
| 2019 | Bob Bryan (6) Mike Bryan (6)               | Wesley Koolhof Stefanos Tsitsipas         | 7–5, 7–6(10–8)                            |
| 2020 | Inställd på grund av coronaviruspandemin.  | Inställd på grund av coronaviruspandemin. | Inställd på grund av coronaviruspandemin. |
| 2021 | Nikola Mektić Mate Pavić                   | Dan Evans Neal Skupski                    | 6–4, 6–4                                  |

### Damdubbel
| År   | Mästare                                          | Finalister                                | Resultat                                  |
| ---- | ------------------------------------------------ | ----------------------------------------- | ----------------------------------------- |
| 1985 | Gigi Fernández Martina Navratilova               | Barbara Jordan Hana Mandlíková            | 7–6(7–4), 6–2                             |
| 1986 | Pam Shriver Helena Suková                        | Chris Evert Wendy Turnbull                | 6–2, 6–3                                  |
| 1987 | Martina Navratilova (2) Pam Shriver (2)          | Claudia Kohde-Kilsch Helena Suková        | 6–3, 7–6(8–6)                             |
| 1988 | Steffi Graf Gabriela Sabatini                    | Gigi Fernández Zina Garrison              | 7–6(8–6), 6–3                             |
| 1989 | Jana Novotná Helena Suková (2)                   | Gigi Fernández Lori McNeil                | 7–6(7–5), 6–4                             |
| 1990 | Jana Novotná (2) Helena Suková (3)               | Betsy Nagelsen Robin White                | 6–4, 6–3                                  |
| 1991 | Mary Joe Fernández Zina Garrison                 | Gigi Fernández Jana Novotná               | 7–5, 6–2                                  |
| 1992 | Arantxa Sánchez Vicario Larisa Savchenko Neiland | Jill Hetherington Kathy Rinaldi           | 7–5, 5–7, 6–3                             |
| 1993 | Jana Novotná (3) Larisa Savchenko Neiland (2)    | Jill Hetherington Kathy Rinaldi           | 6–2, 7–5                                  |
| 1994 | Gigi Fernández (2) Natasha Zvereva               | Patty Fendick Meredith McGrath            | 6–3, 6–1                                  |
| 1995 | Jana Novotná (4) Arantxa Sánchez Vicario (2)     | Gigi Fernández Natasha Zvereva            | 7–5, 2–6, 6–3                             |
| 1996 | Jana Novotná (5) Arantxa Sánchez Vicario (3)     | Meredith McGrath Larisa Savchenko Neiland | 6–4, 6–4                                  |
| 1997 | Arantxa Sánchez Vicario (4) Natasha Zvereva (2)  | Sabine Appelmans Miriam Oremans           | 6–4, 6–2                                  |
| 1998 | Martina Hingis Jana Novotná (6)                  | Arantxa Sánchez Natasha Zvereva           | 6–2, 3–6, 6–3                             |
| 1999 | Martina Hingis (2) Jana Novotná (7)              | Mary Joe Fernández Monica Seles           | 0–6, 6–4, 7–6(7–1)                        |
| 2000 | Julie Halard-Decugis Ai Sugiyama                 | Nicole Arendt Manon Bollegraf             | 4–6, 7–5, 6–4                             |
| 2001 | Arantxa Sánchez-Vicario (5) Nathalie Tauziat     | Lisa Raymond Rennae Stubbs                | 6–0, 6–4                                  |
| 2002 | Lisa Raymond Rennae Stubbs                       | Virginia Ruano Pascual Paola Suárez       | 7–6(7–4), 6–7(4–7), 6–3                   |
| 2003 | Liezel Huber Magdalena Maleeva                   | Shinobu Asagoe Nana Miyagi                | 6–4, 3–6, 7–5                             |
| 2004 | Nadia Petrova Meghann Shaughnessy                | Svetlana Kuznetsova Elena Likhovtseva     | 6–2, 6–3                                  |
| 2005 | Svetlana Kuznetsova Alicia Molik                 | Lisa Raymond Rennae Stubbs                | 7–5, 6–7(5–7), 6–2                        |
| 2006 | Lisa Raymond (2) Samantha Stosur                 | Liezel Huber Martina Navratilova          | 6–4, 7–5                                  |
| 2007 | Lisa Raymond (3) Samantha Stosur (2)             | Cara Black Liezel Huber                   | 6–4, 3–6, [10–2]                          |
| 2008 | Katarina Srebotnik Ai Sugiyama (2)               | Cara Black Liezel Huber                   | 7–5, 4–6, [10–3]                          |
| 2009 | Svetlana Kuznetsova (2) Amélie Mauresmo          | Květa Peschke Lisa Raymond                | 4–6, 6–3, [10–3]                          |
| 2010 | Gisela Dulko Flavia Pennetta                     | Nadia Petrova Samantha Stosur             | 6–3, 4–6, [10–7]                          |
| 2011 | Daniela Hantuchová Agnieszka Radwańska           | Liezel Huber Nadia Petrova                | 7–6(7–5), 2–6, [10–8]                     |
| 2012 | Maria Kirilenko Nadia Petrova (2)                | Sara Errani Roberta Vinci                 | 7–6(7–0), 4–6, [10–4]                     |
| 2013 | Nadia Petrova (3) Katarina Srebotnik (2)         | Lisa Raymond Laura Robson                 | 6–1, 7–6(7–2)                             |
| 2014 | Martina Hingis (3) Sabine Lisicki                | Ekaterina Makarova Elena Vesnina          | 4–6, 6–4, [10–5]                          |
| 2015 | Martina Hingis (4) Sania Mirza                   | Ekaterina Makarova Elena Vesnina          | 7–5, 6–1                                  |
| 2016 | Bethanie Mattek-Sands Lucie Šafářová             | Tímea Babos Yaroslava Shvedova            | 6–3, 6–4                                  |
| 2017 | Gabriela Dabrowski Xu Yifan                      | Sania Mirza Barbora Strýcová              | 6–4, 6–3                                  |
| 2018 | Ashleigh Barty CoCo Vandeweghe                   | Barbora Krejčíková Kateřina Siniaková     | 6–2, 6–1                                  |
| 2019 | Elise Mertens Aryna Sabalenka                    | Samantha Stosur Zhang Shuai               | 7–6 (7–5), 6–2                            |
| 2020 | Inställd på grund av coronaviruspandemin.        | Inställd på grund av coronaviruspandemin. | Inställd på grund av coronaviruspandemin. |
| 2021 | Shuko Aoyama Ena Shibahara                       | Hayley Carter Luisa Stefani               | 6–2, 7–5                                  |

### Mixed dubbel
| År   | Mästare                             | Finalister                        | Resultat      |
| ---- | ----------------------------------- | --------------------------------- | ------------- |
| 1985 | Heinz Günthardt Martina Navratilova | Wojciech Fibak Carling Bassett    | 6–3, 6–4      |
| 1986 | John Fitzgerald Elizabeth Smylie    | Emilio Sánchez Steffi Graf        | 6–4, 7–5      |
| 1987 | Miloslav Mečíř Jana Novotná         | Christo van Rensburg Elna Reinach | 6–3, 3–6, 6–3 |
| 1988 | Michiel Schapers Ann Henricksson    | Jim Pugh Jana Novotná             | 6–4, 6–4      |
| 1989 | Ken Flach Jill Hetherington         | Sherwood Stewart Zina Garrison    | 6–2, 7–6(7–3) |